# Politique étrangère du Bénin
Le Bénin entretient des relations bilatérales avec plusieurs pays dans le monde entier. En 1972, le Général Mathieu Kérékou se rallie aux pays  communistes d'Europe de l'Est et d'Asie. Pour éloigner le pays de son passé colonial, le Dahomey change de nom et devient  République populaire du Bénin en 1975. Mais le Bénin abandonne l’idéologie socialiste en 1989 sous la pression des créanciers et à la suite des troubles intérieurs liés aux difficultés économiques.
Ces dernières années, le Bénin mise sur le renforcement de ses relations  notamment avec le Nigeria, la France, les États-Unis, le Rwanda et les principales institutions internationales de prêt. Le Bénin adopte aussi un rôle de médiateur dans les crises politiques au Liberia, en Guinée-Bissau et au Togo en apportant une contribution à la force des Nations unies en Haïti. Les principaux alliés du Bénin sont le Nigeria, la France, l’Inde, les États-Unis, le Royaume-Uni, les Pays-Bas, le Ghana et la Chine.

## Relations bilatérales
| Pays                             | Début des relations | Notes |
| -------------------------------- | ------------------- | --- |
| Algérie                          | 7 novembre 1964     | Les deux pays établissent des relations diplomatiques le 7 novembre 1964, lorsque le premier ambassadeur d’Algérie au Dahomey, Tahar Gaïd, présente ses lettres de créance |
| Bangladesh                       | 14 juillet 2008     | Les deux pays entament des relations diplomatiques le 14 juillet 2008 lorsqu’est accrédité le premier ambassadeur du Bénin au Bangladesh (résidant à Beijing), Sedozan Jean-Claude Apithy. |
| Brésil                           | 17 mai 1961         | Le Bénin a son ambassade à Brasilia Le Brésil a son ambassade à Cotonou. |
| Burkina Faso                     |                     | En septembre 2007, la Communauté économique des États de l’Afrique de l’Ouest (CEDEAO) est intervenue pour tenter de résoudre le différend concernant deux villages situés le long de la frontière entre le Bénin et le Burkina Faso. Mais une décision de la Cour internationale de justice départage les deux pays en 2005. |
| Chine                            | 12 novembre 1964    | La République Populaire de Chine et la République du Bénin concluent des relations diplomatiques le 12 novembre 1964, mais en janvier 1966, le Bénin rompt unilatéralement les relations avec la Chine et en avril de la même année pour « reprendre les relations » avec Taïwan. Le 29 décembre 1972, le gouvernement Mathieu Kérékon rétablit les relations avec la Chine. - Le Bénin a une ambassade à Pékin. - La Chine a une ambassade à Cotonou.                                                                           |
| Comores                          | 17 mai 2018         | Les deux pays actent des relations diplomatiques le 17 mai 2018 lorsque l’Ambassadeur du Bénin aux Comores (résidant à Pretoria), Erick Franck Saïzonou, présente ses lettres de créance au président Azali Assoumani. |
| République Démocratique du Congo | 1961                | Les deux pays commencent leurs relations en 1961 après l'accréditation de Paul Fabo en tant que chargé d’affaires du Dahomey à Léopoldville (Kinshasa) (1961-1963) et ambassadeur en RDC (Zaïre) (1963-1973). |
| Cote d'Ivoire                    | 28 octobre 1983     | Les deux pays établissent des relations diplomatiques, le 28 octobre 1983, à la suite de la présentation des lettres de créance de l’ambassadeur du Bénin en Côte d’Ivoire, Benon Nicolas au président Houphouët-Boigny. |
| Cuba                             | 1er février 1974    | Le Bénin a une ambassade à La Havane. Cuba a une ambassade à Cotonou. |
| Danemark                         | 15 décembre 1964    | Les deux pays entretiennent des relations depuis le 15 décembre 1964 lorsque le premier ambassadeur du Dahomey au Danemark, Nicolas Amoussou Ewagnignon, est accrédité. Le Danemark est accrédité auprès du Bénin depuis son ambassade à Ouagadougou, au Burkina Faso. |
| Égypte                           | 15 décembre 1964    | Les deux pays se nourrissent des relations diplomatiques à partir du 15 décembre 1964, après l'ouverture de l'ambassade d’Égypte au Dahomey. |
| Guinée équatoriale               | 10 avil 1981        | Les deux pays établissent des relations le 10 avril 1981, quand le premier ambassadeur guinée-équatorien remet ses lettres de créance au chef de l’État, le général Mathieu Kérékou. |
| Éthiopie                         | 7 mai 1966          | Les deux pays débutent leurs relations, le 7 mai 1966, lorsque le Dahomey reçoit des lettres de créance Dawit Abdou, premier ambassadeur d’Éthiopie (résidant à Lagos). - Le Bénin a une ambassade à Addis Ababa. - L’Éthiopie est accréditée auprès du Bénin depuis son ambassade à Abuja, au Nigeria |
| France                           | 2 août 1960         | Les relations inter étatiques commencent entre les deux pays le 2 août 1960. - L'ambassade du Bénin en France est à Paris. - L'ambassade de la France au Bénin est à Cotonou. |
| Gabon                            | 29 octobre 1969     | Les deux pays entament des relations bilatérales, le 29 octobre 1969, après la réception des lettres de créance de l'ambassadeur du Gabon au Dahomey (Bénin), M. Marcel Sandoungout, par le président Émile Zinsou. |
| Allemagne                        | 12 août 1960        | Les deux pays établissent des relations diplomatiques, le 12 août 1960, lorsque le premier ambassadeur de la République fédérale d'Allemagne au Dahomey, Theodor Axenfeld (résident à Abidjan), remet ses lettres de créance aux autorités dahoméennes |
| Ghana                            | 20 juin 1962        | Le Ghana a une ambassade à Cotonou. |
| Guinée                           | 26 février 1962     | Depuis le 26 février 1962, les deux pays se nourrissent des relations lorsque le premier ambassadeur de la Guinée au Dahomey, Léon Maka, présente ses lettres de créance au président Hubert Maga. |
| Haïti                            | décembre 1960       | Les deux pays établissent des relations diplomatiques en décembre 1960 avec l’ouverture de l’ambassade d’Haïti au Dahomey. Après sa fermeture en 1963, elle est rouverte à Cotonou en février 2004 avant d'être fermée à nouveau le 11 décembre 2018. Les peuples haïtiens et béninois ont une histoire culturelle commune en raison de la traite des esclaves et de l’importation du vodou en tant que force religieuse dans la société haïtienne. Haïti est accrédité auprès du Bénin depuis son ambassade à Paris, en France. |
| Inde                             | 25 juin 1963        | L’Inde est accréditée auprès du Bénin depuis son haut-commissariat à Abuja, au Nigeria. |
| Israel                           | 5 décembre 1961     | Israël est accrédité auprès du Bénin depuis son ambassade à Abidjan, en Côte d’Ivoire. |
| Italie                           | 30 novembre 1961    | Les deux pays entament des relations diplomatiques? à partir du 30 novembre 1961, lorsque le premier ambassadeur d’Italie au Dahomey, Renzo Luigi Romanelli, présente ses lettres de créance au président Hubert Maga. |
| Japon                            | 1961                | Le Bénin a une ambassade à Tokyo. Le Japon a une ambassade à Cotonou. |
| Kenya                            | 12 mars 1982        | Le 12 mars 1982, les deux États concluent des relations diplomatiques à la présentation des lettres de créance d'Alfred Imbahale Machyo, premier ambassadeur du Kenya au Bénin, au président Mathieu Kérékou. - Le Bénin est accrédité auprès du Kenya depuis son ambassade à Addis-Abeba, en Ethiopie. - Le Kenya est accrédité auprès du Bénin depuis son haut-commissariat à Abuja, au Nigeria. |
| Koweït                           | 24 décembre 1987    | - Le Bénin a une ambassade à Koweït. - Le Koweït a une ambassade à Cotonou |
| Liban                            | 27 juin 1962        | Les deux pays établissent des relations diplomatiques, le 27 juin 1962, quand le premier ambassadeur du Liban au Dahomey présente ses lettres de créance au président Hubert Maga. |
| Mali                             | 27 août 1965        | Le Mali et le Bénin entretiennent des relations diplomatiques depuis le 27 août 1965 lorsque le premier ambassadeur du Mali au Dahomey (résident à Niamey), Hangadoumbo Touré, présente ses lettres de créance. |
| Mexique                          | 30 octobre 1975     | - Le Bénin est accrédité auprès du Mexique depuis son ambassade à Washington, D.C., aux États-Unis. - Le Mexique est accrédité auprès du Bénin depuis son ambassade à Abuja, au Nigeria, et dispose d’un consulat honoraire à Cotonou. |
| Maroc                            | 5 novembre 1966     | - Le Bénin a une ambassade à Rabat. - Le Maroc a une ambassade à Cotonou. |
| Niger                            |                     | Malgré la crise bénino-nigérienne et le différend frontalier sur l’île de Lete, le Bénin et le Niger maintiennent des relations. Le Niger s’appuie sur le port de Cotonou pour ses exportations. |
| Nigeria                          | 12 septembre 1961   | Les deux pays établissent des relations diplomatiques le 12 septembre 1961 après la nomination d'Obed Pessoudu comme chargé d’affaires du Dahomey au Nigeria. - Le Bénin dispose d’une ambassade à Abuja et d’un consulat général à Lagos. - Le Nigeria a une ambassade à Cotonou. |
| Pakistan                         | 10 décembre 1963    | Les deux pays entrent en relations diplomatiques, le 10 décembre 1963, quand le gouvernement pakistanais accrédite simultanément S. Shaikh, haut-commissaire du Pakistan au Nigeria, en tant qu’ambassadeur du pays au Dahomey aussi. |
| Philippines                      | 8 août 1997         | Les deux pays établissent des relations diplomatiques avec l’accréditation de Masarango Masrumpade, ambassadeur des Philippines au Bénin (résidant à Lagos), le 8 août 1997. |
| Qatar                            | 2 novembre 1999     | - Le Bénin a une ambassade à Doha. - Le Qatar a une ambassade à Cotonou. |
| Russie                           | 4 juin 1962         | - Le Bénin a une ambassade à Moscou. - La Russie a une ambassade à Cotonou. |
| Rwanda                           | 21 mars 1985        | Les deux pays concluent des relations diplomatiques le 21 mars 1985 et l’ambassadeur du Rwanda au Bénin, Calixte Hatungimana, remet ses lettres de créance au général Mathieu Kerekou. |
| Somalie                          | 12 mars 1982        | Les deux pays se mettent en relations, le 12 mars 1982, après les lettres de créance du premier ambassadeur de Somalie au Bénin, Hussein Assan Farah, au chef de l’État béninois, Mathieu Kérékou. |
| Afrique du Sud                   | 19 mai 1994         | Les deux pays établissent des relations diplomatiques le 19 mai 1994. - Le Bénin n'a pas d'accréditation en Afrique du Sud - L’Afrique du Sud a une ambassade à Cotonou. |
| Corée du Sud                     | 1 août 1961         | - Le Bénin n’a pas d'ambassade en Corée du Sud. - La Corée du Sud est accréditée auprès du Bénin depuis son ambassade à Accra, au Ghana. |
| Espagne                          | 25 mars 1966        | - Le Bénin est accrédité auprès de l’Espagne depuis son ambassade à Paris, en France. - L’Espagne est accréditée auprès du Bénin depuis son ambassade à Abuja, au Nigeria. |
| Tanzanie                         | 25 mai 1979         | Les deux pays sont en relations diplomatiques, depuis le 25 mai 1979, lorsque le premier ambassadeur de Tanzanie au Bénin, Mirisho Sarakikya, présente ses lettres de créance au président Kérékou. |
| Togo                             | 5 septembre 1983    | Les deux pays nourrissent des relations depuis le 5 septembre 1983, après l'accréditation de Lucien Tonoukoin comme ambassadeur du Bénin au Togo (résident à Accra) auprès du général Eyadema. |
| Tunisie                          | 18 janvier 1967     | Les deux pays établissent des relations quand le Général Soglo accrédite Mehiri Abdeljelil, l’ambassadeur de Tunisie au Dahomey, résidant à Abidjan, le 18 janvier 1967. |
| Turquie                          | 18 janvier 1974     | Le premier ambassadeur turc, Talat Benler, présente ses lettres de créance au président Mathieu Kérékou le 29 mars 1974. - La Turquie a une ambassade à Cotonou. - Le volume des échanges commerciaux entre les deux pays s’est chiffré à 142 millions de dollars américains en 2019. - Des vols directs s'effectuent entre Istanbul et Cotonou depuis 2014. |
| Royaume-Uni                      | 1er août 1960       | Le 1er août 1960, les deux pays s'accordent sur des relations diplomatiques d'où la nomination de R. J. Stratton comme chargé d’affaires par intérim du Royaume-Uni au Dahomey. |
| États-Unis                       | 1er août 1960       | Les États-Unis entrent en relations avec le Bénin dès son indépendance en 1er août 1960. Le gouvernement américain soutient le Bénin dans plusieurs secteurs d'activité et projets de développement notamment à travers l'Agence des États-Unis pour le développement international (USAID). - Le Bénin dispose d'une ambassade à Washington, D.C. - Les États-Unis détiennent une ambassade à Cotonou. |
| Venezuela                        | 20 juin 1991        | - Le Bénin n’a pas d’accréditation pour le Venezuela. - Le Venezuela a une ambassade à Cotonou. |
| Yémen                            | 24 février 2014     | Les deux pays concluent des relations diplomatiques le 24 février 2014 à la présentation des lettres de créance de l’ambassadeur du Bénin au Yémen, Taher Mohammed Dambaya, au président Abdrabbo Mansour Hadi. |
| Zambie                           | 8 février 1974      | Les deux pays se mettent en relations diplomatiques le 8 février 1974 après les lettres de créance de l’ambassadeur de Zambie, Andreya Masiye, au président Kérékou. |
| Zimbabwe                         | 19 juin 2018        | Le Bénin et le Zimbabwe entrent en relations diplomatiques, le 19 juillet 2018, lorsque le premier ambassadeur du Bénin au Zimbabwe, Eric Saizonou, remet ses lettres de créance au président Emmerson Mnangagwa. |

## Questions transnationales

### Litiges
En septembre 2007, la Communauté économique des États de l'Afrique de l'Ouest (CEDEAO) participe à la résolution d'un différend territorial entre le Bénin et le Burkina Faso concernant deux villages le long de la frontière bénino-burkinabé. Une décision de la CIJ finit par départager les deux pays en 2005. Aussi, une grande partie de la frontière entre le Bénin et le Niger, y compris le tripoint avec le Nigeria, reste non délimitée. En 2005, le Nigeria cède 13 villages au Bénin.

### Hospitalité
En 2007, le Bénin héberge 9 444 réfugiés  togolais.

### Lutte contre les produits illicites
Autrefois considéré comme plaque tournante de la cocaïne dans la sous-région, le Bénin s'active dans la lutte contre les produits illicites et le blanchiment d'argent pour rassurer ses partenaires.